# Rastellus struthio
Rastellus struthio is een spinnensoort uit de familie Ammoxenidae. De soort komt voor in Namibië en Botswana.